# 法莉雅爾·阿卜杜勒-阿齊茲
法莉雅爾·阿卜杜勒-阿齊茲（阿拉伯語：فريال أشرف，1999年2月16日—），埃及女子空手道运动员。2021年在日本东京举办的2020年夏季奧林匹克運動會空手道比賽中，她获得女子61公斤以上级项目金牌。阿卜杜勒-阿齊茲是埃及史上第一位女性奥运金牌得主。